# Monte Aquila
De Monte Aquila is een berg in de Italiaanse regio Abruzzo. De top ligt ten zuiden van de Corno Grande, hoogste berg van de Apennijnen. De twee toppen worden van elkaar gescheiden door de bergpas Sella di Corno Grande (2421 m). Ten oosten van de berg strekt zich de 15 kilometer lange hoogvlakte Campo Imperatore uit.
De berg is een van de gemakkelijkst te beklimmen toppen van het bergmassief. Vanaf de Sella di Pratoriscio, die zowel met de auto als met een kabelbaan te bereiken is, kan de top in anderhalf uur bereikt worden.